# Prémio NAS para a Qualidade Ambiental
O Prémio NAS para a Qualidade Ambiental (em inglês:  NAS Award for Environmental Quality), foi um prémio concedido pela National Academy of Sciences.
Este prémio, criado em 1971 pela Research Corporation em homenagem a Frederick Gardner Cottrell, destinava-se a premiar as excepcionais contribuições em ciência ou tecnologia que permitam melhorar a qualidade do meio ambiente ou o controle da sua poluição pelo homem.
O prémio foi descontinuado em 1980.

## Laureados[1]
- 1972 - Arie J. Haagen-Smit
- 1973 - W. T. Edmondson
- 1974 - G. Evelyn Hutchinson
- 1975 - John T. Middleton
- 1976 - David M. Evans
- 1977 - Miron L. Heinselman
- 1979 - Alexander Hollaender
- 1980 - Gilbert F. White